# Peperomia concava
Peperomia concava är en pepparväxtart som beskrevs av Ruiz & Pav.. Peperomia concava ingår i släktet peperomior, och familjen pepparväxter. Inga underarter finns listade i Catalogue of Life.